# Graafschap Valois

Het graafschap Valois heette in de Merovingische periode, pagus vadensis en in de Karolingische periode, pagus valesia. De eerste hoofdstad was Vez en vanaf de tiende eeuw werd het Crépy-en-Valois. Ook vanaf de tiende eeuw was de graaf heerser over de regio's Vexin, Valois en Amiens. 

## Huis Valois-Vexin-Amiens
- Rudolf I van Vexin (923-926)
- Rudolf II van Vexin (926-943)
- Wouter I van Vexin (943-992)
- Wouter II van Vexin (992-1017)
- Rudolf III van Valois (1017-1038), Vexin en Amiens komen in handen van zijn broer Drogo van Vexin
- Rudolf IV van Vexin (1038-1074)
- Simon van Vexin (1074-1077)

In 1077 trad Simon in het klooster en het graafschap werd opgesplitst. Het graafschap Valois ging naar zijn zwager Herbert IV van Vermandois, Vexin en Amiens gingen over naar de Franse kroon, een deel van Vexin ging naar het hertogdom Normandie.

## Huis Vermandois-Capet
- Hugo I van Vermandois (1080-1102), gehuwd met de dochter van Herbert IV, Adelheid van Vermandois
- Rudolf I van Vermandois (1102-1152)
- Rudolf II van Vermandois (1152-1167), gehuwd met Margaretha van de Elzas
- Elisabeth van Vermandois, (1167-1183), dochter van Rudolf I en gehuwd met Filips van de Elzas, broer van Margaretha

Bij de dood van Elisabeth van Vermandois ontstond er een conflict tussen koning Filips II van Frankrijk en graaf van Vlaanderen Filips van de Elzas. Met het Verdrag van Boves gaat het graafschap Valois over naar de zus van Elisabeth, Eleonora van Vermandois. Na de dood van Eleonora in 1213 werd het graafschap een apanage.

## Graven van Valois
Met Karel van Valois, broer van koning Filips IV van Frankrijk werd in 1285 het graafschap terug leven ingeblazen en met hem werd het Frans koningshuis Valois gesticht.
Zijn zoon werd koning Filips VI van Frankrijk, zijn kleinzoon Filips van Orléans was graaf van 1344 tot 1375 en werd het graafschap een pair van Frankrijk.

## Hertogen van Valois
- Lodewijk I van Orléans (1392-1407) was de eerste hertog van Valois.
- Karel van Orléans (1407-1465)
- Lodewijk II van Orléans (1465-1498), werd koning Lodewijk XII van Frankrijk in 1498
- Frans I (1498-1515), werd koning Frans I van Frankrijk in 1515

Na Frans I werd het een ceremoniële titel van het huis Valois.